# دیوید گندی
دیوید جیمز گندی (به انگلیسی: David James Gandy؛ زادهٔ ۱۹ فوریه ۱۹۸۰) مدل بریتانیایی و مدیر خلاق است که حرفهٔ خود را پس از پیروزی در یک مسابقهٔ جستجوی مدل از طریق تلویزیون آغاز کرد. او که به‌عنوان موفق‌ترین مدل مرد تاریخ شناخته می‌شود، پردرآمدترین مدل مرد تاریخ است و تنها مدل مردی است که بیش از یک‌بار در فهرست پردرآمدترین مدل‌های جهان فوربز قرار گرفته است. گندی که بیش از یک دهه مدل اصلی برند دولچه و گابانا بوده، اکنون مدیر خلاق برند هم‌نام خود است.
در صنعتی که مدل‌های لاغر بر آن تسلط دارند، فیزیک عضلانی گندی باعث شد برخی از طراحان مد مردانه استانداردهای خود را تغییر دهند. افزایش محبوبیت و شناخته‌شدن نام او منجر به مجموعه‌ای گسترده از جلدهای مجلات، جلسات عکاسی سرمقاله‌ای، مصاحبه‌ها و جوایز صنعتی شد. او همچنین در پروژه‌های مرتبط با مد و شخصی مانند نوشتن وبلاگ برای ووگ بریتانیا، نقد خودرو برای جی‌کیو بریتانیا، توسعه اپلیکیشن موبایل، و فعالیت‌های خیریه مشارکت داشته است.

## زندگی شخصی
گندی در پارک ریچموند با شریک زندگی طولانی‌مدت خود، استفانی مندوروس، که وکیل حقوق خانواده با تبار یونانی است، زندگی می‌کند. آن‌ها هرسال همراه با دو دخترشان برای تعطیلات به یونان سفر می‌کنند.

## حرفه مدلینگ

### پیشینه
دیوید گندی در بیلیریکای، اسکس زاده شد. او در جوانی آرزو داشت جراح دامپزشک شود، اما نمراتش برای ورود به این رشته کافی نبود. بنابراین، در حین تحصیل در رشته محاسبات چندرسانه‌ای، برای مجله اتو اکسپرس کار کرد و جدیدترین خودروهای پورشه و جگوار را برای آزمایش به پیست منتقل می‌کرد. در سال ۲۰۰۱، در حالی که در دانشگاه گلوسسترشایر بازاریابی می‌خواند، هم‌اتاقی‌اش بدون اطلاع او، گندی را در مسابقه مدلینگ برنامه این صبح شبکه آی‌تی‌وی که توسط ریچارد و جودی اجرا می‌شد، ثبت‌نام کرد. گندی ۲۱ ساله این مسابقه را برد و جایزه شامل قرارداد با مدیریت مدل سلکت در لندن بود. سال بعد، او دانشگاه را چند واحد مانده به دریافت مدرک افتخاری ترک کرد تا به‌صورت تمام‌وقت مدلینگ را دنبال کند.

### فعالیت‌ها

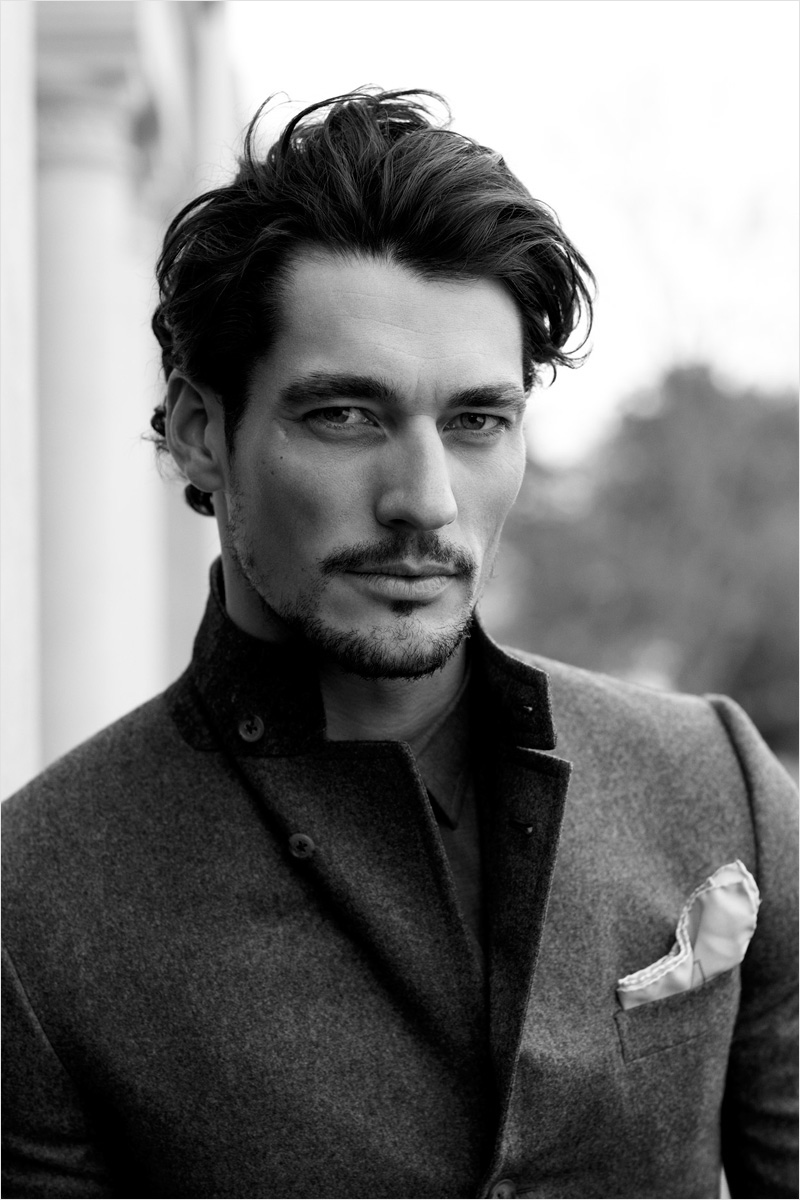
گندی برای مجله جی‌کیو ژاپن، عکاسی توسط آرنالدو آنایا-لوکا (۲۰۰۹)

در سال‌های ابتدایی حرفه‌اش، گندی برای شرکت‌های مختلفی از جمله شیاتزی چن، سون فور آل منکایند، زارا، مارکس اند اسپنسر، گانت یو.اس.ای.، هوگو بوس، راسل اند بروملی، اچ اند ام، کارولینا هررا، ماسیمو دوتی و دیگران مدلینگ کرد. در سال ۲۰۰۶، او چهره برند دولچه و گابانا شد و تا سال ۲۰۱۱ هرسال در کمپین‌های پوشاک و نمایش‌های مد این برند حضور داشت، و با سوپرمدل‌های زنی مانند جما وارد، اسکارلت جوهانسون، و نائومی کمپبل و همچنین مدل‌های مردی مانند نوآ میلز، تونی وارد، و آدام سن همکاری کرد.
گندی به‌ویژه برای کمپین تبلیغاتی سال ۲۰۰۷ عطر لایت بلو دولچه و گابانا با ماریا وویوویچ (عکاسی توسط ماریو تستینو) شناخته شده است که ۱۱ میلیون بازدید آنلاین داشت و شامل بیلبوردی ۵۰ فوتی از گندی در میدان تایمز بود. او برای تقویم دولچه و گابانا در سال ۲۰۰۸ که توسط عکاس ماریانو ویوانکو عکاسی شد، مدلینگ کرد. گندی در سال ۲۰۱۰ بار دیگر چهره کمپین «لایت بلو» شد، این بار با آنا یاگودزینسکا. او همچنین فیلم تبلیغاتی کوتاهی برای هتل‌های دبلیو با هلنا کریستنسن به نام «دور ماندن» ساخت.
در سال ۲۰۱۱، دولچه و گابانا کتاب عکاسی دیوید گندی توسط دولچه و گابانا را منتشر کرد، کتابی ۲۸۰ صفحه‌ای که همکاری‌های چندین‌ساله آن‌ها را به تصویر می‌کشید. در همان سال، گندی روی جلد چهار مجله ظاهر شد و در پنج جلسه عکاسی سرمقاله‌ای مد شرکت کرد. در سال ۲۰۱۲، او روی جلد ۱۶ مجله حضور یافت، در ۱۸ سرمقاله مد ظاهر شد، و برای بانانا ریپابلیک، لاکی برند جینز، ال پالاسیو د هیرو، و مارکس اند اسپنسر مدلینگ کرد. علاوه بر این، او به‌عنوان سفیر برند جانی واکر بلو لیبل انتخاب شد.
در سال ۲۰۱۳، دولچه و گابانا سومین نسخه از کمپین عطر «لایت بلو» را با حضور گندی منتشر کرد. این بار، ماریو تستینو تبلیغات و فیلم تجاری را در جزیره کاپری، جنوب ایتالیا، با حضور مدل ایتالیایی بیانکا بالتی در نقش زن فیلمبرداری کرد. بیوندا کاستانا، یک برند کفش بریتانیایی، فیلم مد کوتاهی با عنوان «شب بخیر دیوید گندی» منتشر کرد که در آن گندی چندین زن را فریب می‌دهد و سپس کفش‌های آن‌ها را می‌دزدد. در ۲۶ سپتامبر، گندی و جگوار فیلم کوتاهی به نام «گریز» منتشر کردند که گندی در آن مدل‌هایی مانند سی-تایپ، ای-تایپ، ایکس‌کی‌اس‌اس، و اف-تایپ جدید را می‌راند. در نوامبر، مارکس اند اسپنسر کمپین تبلیغاتی کریسمس ۲۰۱۳ خود به نام «جادو و درخشش» را منتشر کرد؛ این تبلیغ با تم افسانه‌ای شامل رزی هانتینگتون-وایتلی، هلنا بونهام کارتر، و گندی بود.

## فعالیت‌های دیگر

### پروژه‌های مد

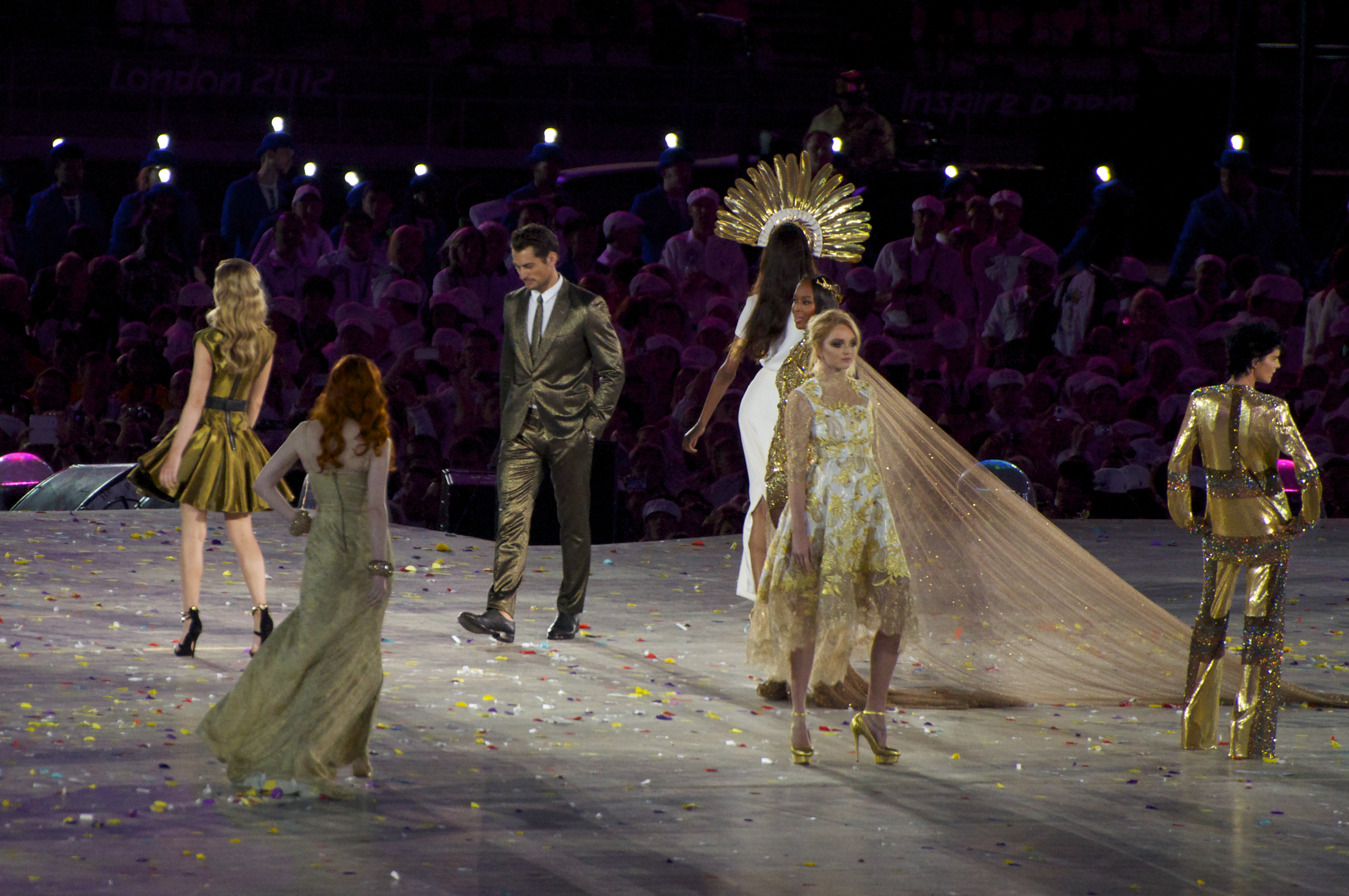
المپیک ۲۰۱۲ - مدل‌های بریتانیایی

در مه ۲۰۱۰، گندی در اتحادیه آکسفورد به‌عنوان بخشی از یک پنل شامل عکاس تونی مک‌گی، کیوریتور ارشد موزه ویکتوریا و آلبرت کلر ویلکاکس، مشاور مد فرانسس کارد، و دالی جونز، سردبیر ووگ بریتانیا سخنرانی کرد. او در سال ۲۰۱۰ اپلیکیشن موبایل "راهنمای سبک مردانه دیوید گندی" را منتشر کرد که به مردان مشاوره سبک و لباس ارائه می‌داد و در نهایت در بازار سبک زندگی به رتبه سوم رسید.
در سپتامبر ۲۰۱۱، گندی به‌عنوان سخنگوی کمپین «شانس یک نگرش است» مارتینی انتخاب شد و مسابقه جستجوی مدل آن‌ها را در پلکان اسپانیایی رم، که به‌طور خاص برای این رویداد باز شده بود، افتتاح کرد. او به‌عنوان عضو کمیته شورای مد بریتانیا برای راه‌اندازی «کلکسیون‌های لندن: مردان» در هفته مد لندن ۲۰۱۲ منصوب شد.
در مراسم اختتامیه المپیک تابستانی ۲۰۱۲، گندی تنها مردی بود که در کت‌واک به شکل پرچم اتحادیه با حضور مدهای بریتانیایی راه رفت، در کنار مدل‌هایی مانند نائومی کمپبل، کیت ماس، جوردن دان، لیلی دونالدسون، جورجیا می جگر، کارن السون، و استلا تنانت. برای این مراسم، او کت و شلوار طلایی سفارشی طراحی‌شده توسط طراح بریتانیایی پل اسمیت پوشید. گندی بار دیگر در ۱۹ نوامبر ۲۰۱۲ به اتحادیه آکسفورد دعوت شد و همراه با الکس بیلمز، سردبیر اسکوایر، درباره «اهمیت مد مردانه» بحث کرد.
در ۲۸ آوریل ۲۰۱۳، گندی در فستیوال ووگ به‌عنوان بخشی از پنلی با عنوان «خیلی چاق، خیلی لاغر، آیا روزی راضی خواهیم بود؟» شرکت کرد. این پنل که توسط سردبیر ارشد ووگ، فیونا گلفار، اداره می‌شد، شامل مدل دیزی لو، ستاره کودک پتسی کنسیت، و کریستا دسوزا، ویراستار همکار ووگ بود.

### نویسندگی و فعالیت‌های دیگر

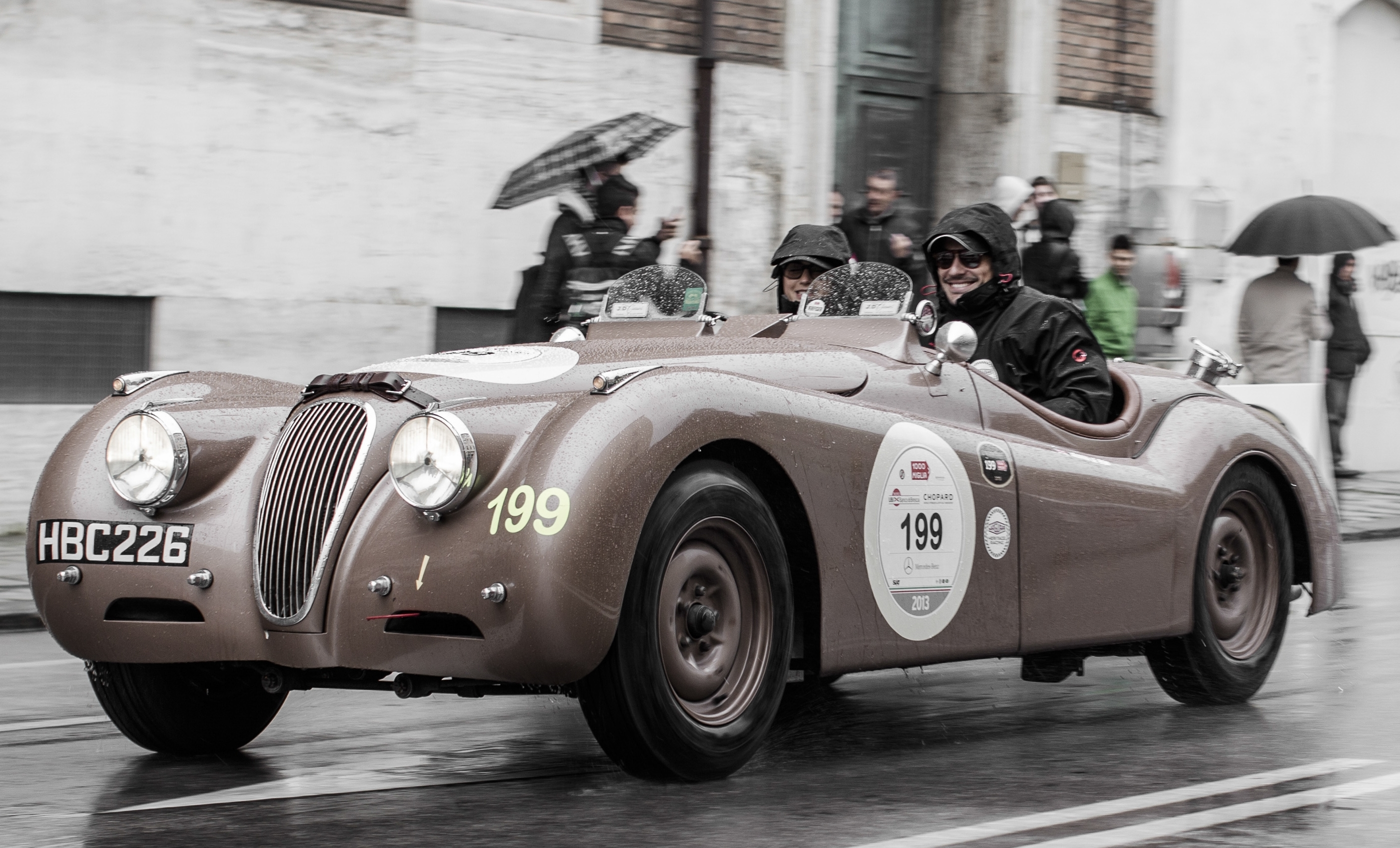
گندی و یاسمین له بون - میله میالیا ۲۰۱۳

از فوریه ۲۰۱۱، گندی به‌طور منظم وبلاگی برای ووگ بریتانیا می‌نویسد که در آن درباره حرفه، مد (سبک)، خودروها، عتیقه‌جات، و زندگی در لندن صحبت می‌کند. او همچنین نقد رسمی خودرو برای جی‌کیو بریتانیا انجام می‌دهد. در اکتبر ۲۰۱۱، ایونینگ استاندارد لندن از گندی دعوت کرد تا نویسنده/ویراستار مهمان شماره مردانه آن‌ها باشد. فیزیک او الهام‌بخش مصاحبه‌های صنعت تناسب‌اندام، ویدیوهای ورزشی، و اپلیکیشن تناسب‌اندام خودش شد که در دسامبر ۲۰۱۲ منتشر شد.
پس از دریافت گواهینامه مسابقه در سال ۲۰۱۲، گندی برای شرکت در مسابقه میله میالیا ۲۰۱۳ (هزار مایل) در ایتالیا دعوت شد. این رویداد سه‌روزه هرسال از حدود ۲۰۰ شهر ایتالیایی از برشا تا رم و بازگشت می‌گذرد و مسابقات اصلی بین سال‌های ۱۹۲۷ تا ۱۹۵۷ را بازسازی می‌کند. او و هم‌تیمی‌اش، یاسمین له بون، در «تیم جگوار» بودند و خودروی کلاسیک ایکس‌کی۱۲۰ مدل ۱۹۵۰ را راندند. در اوایل مسابقه، گندی و له بون «توسط یک رقیب از جاده منحرف شدند» که به سپر و بدنه خودرو آسیب رساند. آن‌ها دوباره وارد مسابقه شدند و در نهایت از میان ۴۱۵ خودرو در رتبه ۱۵۸ قرار گرفتند.
در ۱۲ سپتامبر ۲۰۱۳، دیلی تلگراف بخش جدید سبک زندگی مردانه خود به نام «تلگراف من» را راه‌اندازی کرد و اعلام کرد که گندی یکی از ستون‌نویسان همکار آن خواهد بود.

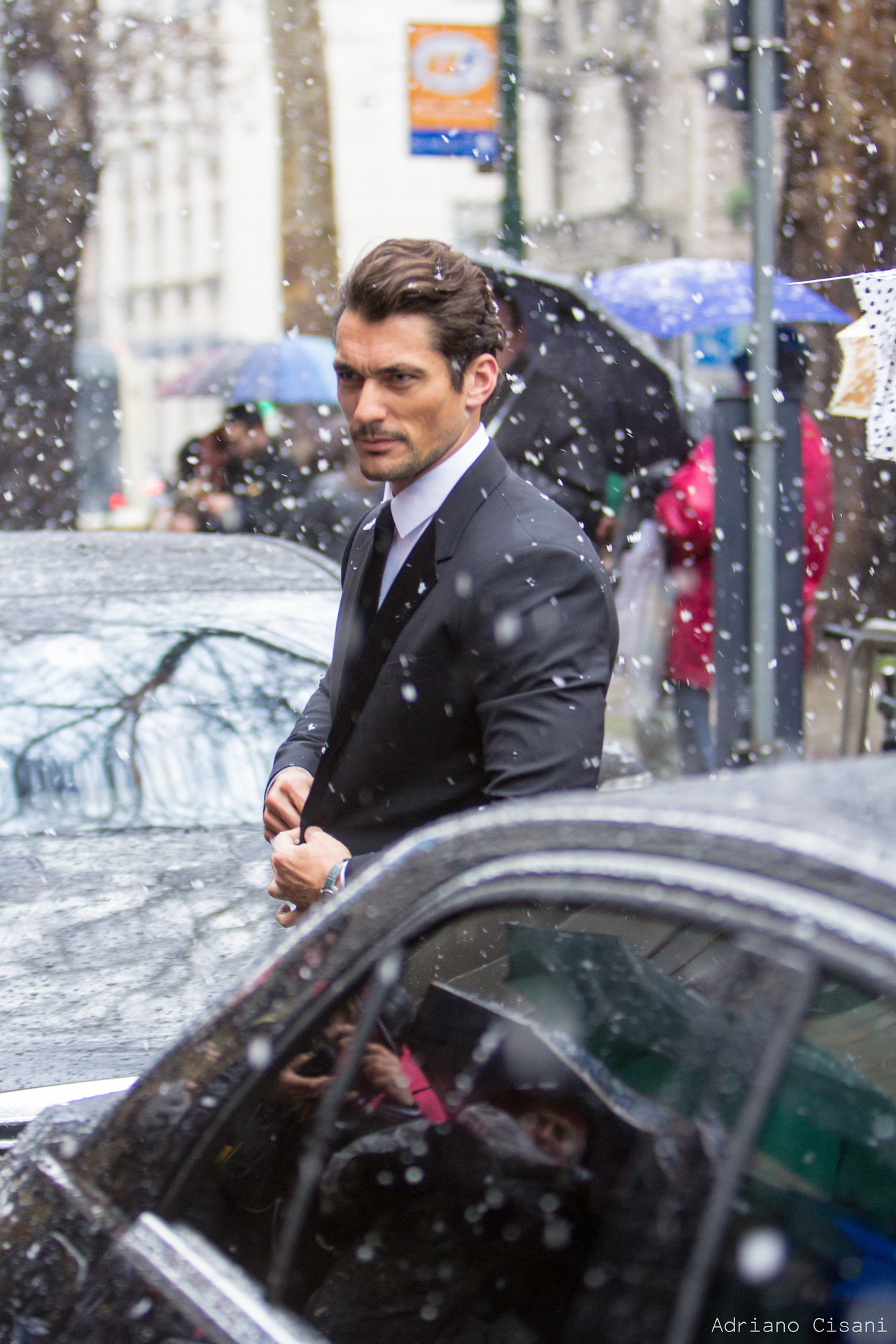
گندی در میلان برای نمایش مد دولچه و گابانا (۲۰۱۳)

### جوایز
گندی چندین نامزدی و جایزه در صنعت مدلینگ دریافت کرده است. در سال ۲۰۰۸، مجله گلومور اسپانیا او را در رویدادی در مادرید، اسپانیا، «زیباترین چهره بین‌المللی مرد» نامید. در ۲۶ ژوئن ۲۰۰۹، مجله فوربز او را سومین مدل مرد موفق جهان پس از مت گوردون و شان اوپری رتبه‌بندی کرد. در سال ۲۰۱۰، گندی اولین مردی بود که توسط شورای مد بریتانیا (بی‌اف‌سی) برای «نمدل سال» نامزد شد. مجله شورت‌لیست در سال ۲۰۱۱ او را "چهره امروز" نامید.
ایونینگ استاندارد گندی را در فهرست «۱۰۰۰ فرد تأثیرگذار لندن» برای سال‌های ۲۰۱۱ و ۲۰۱۲ قرار داد. برای دومین بار، بی‌اف‌سی او را در سال ۲۰۱۲ برای «مدل سال» نامزد کرد. خوانندگان گلومور او را یکی از «۱۰۰ مرد جذاب ۲۰۱۲» انتخاب کردند و او در سال ۲۰۱۲ در رتبه ۱۷ از «۵۰ خوش‌پوش‌ترین در بریتانیا» توسط جی‌کیو قرار گرفت.
کاسموپولیتن گندی را یکی از «جذاب‌ترین مردان ۲۰۱۳» نامید و جی‌کیو بریتانیا او را در فهرست «۱۰۰ مرد تأثیرگذار بریتانیا» در سال ۲۰۱۳ قرار داد. در اکتبر، فوربز رتبه‌بندی «پردرآمدترین مدل‌های مرد جهان ۲۰۱۳» را به‌روزرسانی کرد و گندی را در رتبه دوم پس از شان اوپری قرار داد. در دسامبر ۲۰۱۳، خوانندگان گلومور بار دیگر گندی را در میان «جذاب‌ترین مردان ۲۰۱۳» انتخاب کردند.